# جائزة أستراليا الكبرى 1963
جائزة أستراليا الكبرى 1963 هو سباق فورمولا 1 أقيم بتاريخ 10 فبراير 1963 في سيدني، نيوساوث ويلز، أستراليا. حلّ الأسترالي جاك برابهام أولا بينما جاء البريطاني جون سورتيس في المركز الثاني وحصل على المركز الثالث النيوزلندي بروس ماكلارين.